# Battaglia di Governolo (1526)

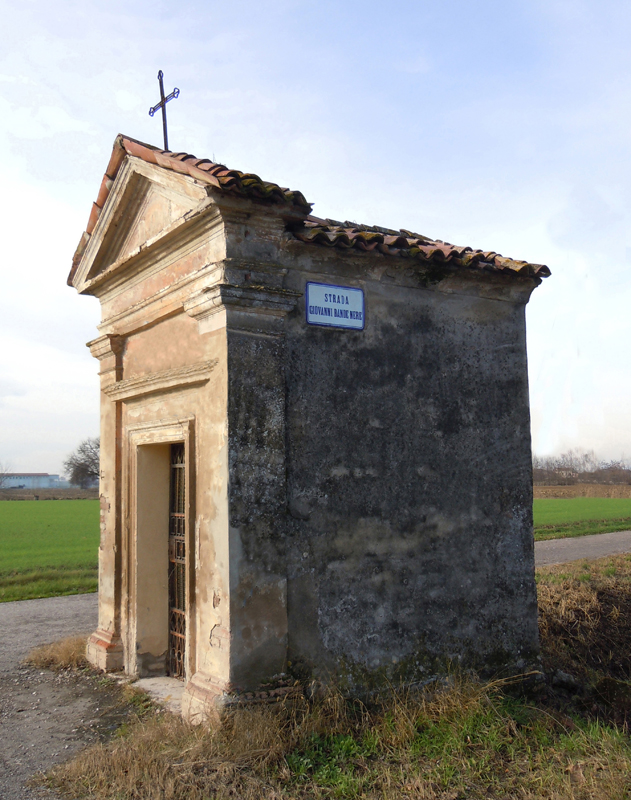
Governolo, edicola di S. Antonio Abate e, sulla lapide, strada Giovanni dalle Bande Nere.

La battaglia di Governolo (o battaglia di Borgoforte) fu una battaglia combattuta il 25 novembre 1526 durante la guerra tra la Lega di Cognac e l'imperatore Carlo V d'Asburgo. Si concluse con un successo strategico delle milizie tedesche dei Lanzichenecchi inviate in Italia dall'imperatore, le quali, dopo essere state sconfitte sul campo dalle truppe di Giovanni delle Bande Nere, riuscirono a ferire gravemente il condottiero con un colpo di falconetto, sparato a battaglia finita; il colpo, per via della conseguente gangrena, si rivelerà mortale per il condottiero e la strada per Roma si ritroverà spianata per i Lanzichenecchi.

## Antefatti
L'imperatore Carlo V, al fine di punire il papa Clemente VII per la costituzione della lega, nel 1526 spedì in Italia 12 000 lanzichenecchi, milizie mercenarie reclutate nei territori imperiali di lingua tedesca poste agli ordini dell'esperto condottiero Georg von Frundsberg, alle quali le milizie della Lega potevano opporre circa 9000 uomini di minore esperienza e ferocia.
I Lanzichenecchi calarono in Italia attraverso la Valle Sabbia ed il lago di Garda. Occuparono Castiglione delle Stiviere e mossero verso Rivalta. Il marchese Federico II Gonzaga, nella sua duplice veste di capitano generale dell'esercito pontificio e fedele all'imperatore, temendo uno scontro tra le opposte fazioni sul territorio del suo stato, il 23 novembre 1526 acconsentì il transito degli imperiali verso il Po, mentre rallentò il transito da Curtatone delle truppe di Giovanni delle Bande Nere, affiancato da Aloisio Gonzaga, marchese di Castel Goffredo, riuscendo ad evitare che le truppe imperiali fossero agganciate a Borgoforte.

## La battaglia
Tuttavia, pur raggiungendo il fiume, i lanzichenecchi del Von Frundsberg non riuscirono ad attraversare il Po per l'imprevista mancanza di barche: in tal modo dovettero deviare ad est, verso il Mincio, inseguiti dalle truppe di Giovanni delle Bande Nere, il quale intercettò l'esercito nemico a Governolo, il 25 Novembre, e quivi ingaggiò battaglia con le retroguardie Imperiali. La strategia di Giovanni, infatti, mirava a compensare la disparità numerica tra le truppe della Lega e quelle dell'Impero evitando la battaglia campale, con continui e velocissimi attacchi di disturbo che rallentassero l'avanzata di queste ultime (prive di cavalli e, si supponeva, di artiglieria) ed impedissero loro di venire a conoscenza dell'effettiva consistenza delle truppe avversarie.
Giovanni, mentre si apprestava a ritornare trionfalmente ai propri quartieri insieme ai suoi mercenari dopo una schermaglia vittoriosa contro le retroguardie del Von Frundsberg (nella quale le Bande Nere, perdendo tra i 50 e i 100 effettivi, inflissero ai nemici circa 300 perdite), venne centrato alla coscia da un colpo di falconetto, probabilmente fornito ai lanzichenecchi da Alfonso I d'Este (come riportato dallo stesso segretario del Duca, Bonaventura Pistofilo, che quantifica i rifornimenti ai mercenari tedeschi, inviati via fluviale a Governolo, in dodici tra falconetti e mezze colubrine), e gravemente ferito: il colpo colse di sorpresa la compagine mercenaria comandata dal Mediceo, la quale era erroneamente convinta che i lanzichenecchi non possedessero alcuna artiglieria.
Dopo un'iniziale sorpresa e un pronto soccorso, Giovanni fu trasportato a San Nicolò Po e successivamente a Mantova, alla ricerca di un cerusico in grado di curare le ferite del condottiero. Le porte della città gli furono inizialmente sbarrate dal Marchese Federico; tuttavia, grazie all'intervento di Pietro Aretino, amico del Mediceo, fu infine accolto in città, presso la residenza dello stesso Aloisio. Al suo fianco anche il suo luogotenente Lucantonio Coppi.

## Conseguenze
Qui, il chirurgo ebreo Maestro Abramo, che già lo aveva curato con successo due anni prima a seguito di un colpo di archibugio, gli amputò la gamba: secondo Piero Aretino, testimone oculare, l'operazione fu condotta senza alcuna anestesia.
La gangrena fu però inarrestabile, nonostante l'intervento esperto del cerusico, e nel giro di pochi giorni lo portò alla morte. Il valoroso condottiero si spense il 30 novembre 1526 e venne sepolto, tutto armato, nella chiesa di San Francesco.
Le truppe imperiali poterono quindi attraversare il Po, non più ostacolate dalle continue incursioni delle Bande Nere; nonostante l'assenza del Von Frundsberg, costretto nelle retrovie, a Ferrara, a causa di un infarto, i lanzichenecchi si diressero verso Roma, non ostacolate dalle truppe della Lega (le quali pensavano che l'obiettivo degli imperiali fosse Firenze), e la raggiunsero il 6 maggio 1527, occupandola e saccheggiandola per tre lunghi giorni.

### Filmografia
- Il mestiere delle armi (2001) di Ermanno Olmi.